# Charonne (métro de Paris)
Pour les articles homonymes, voir Charonne.
Charonne est une station de la ligne 9 du métro de Paris, située dans le 11e arrondissement de Paris.

## Situation
La station est implantée à la limite administrative entre le quartier de la Roquette au nord et le quartier Sainte-Marguerite au sud. Elle se trouve sous le boulevard Voltaire à hauteur de l'intersection avec la rue de Charonne (où se trouve l'actuelle place du 8-Février-1962), les quais étant établis entre cette dernière voie et l'amorce de l'allée du Philosophe. Orientée selon un axe nord-ouest/sud-est, elle s'intercale entre les stations Voltaire et Rue des Boulets.

## Histoire
La station est ouverte le 10 décembre 1933 avec la mise en service du cinquième prolongement de la ligne 9, depuis le terminus provisoire de Richelieu - Drouot jusqu'à Porte de Montreuil.
Elle doit sa dénomination à sa proximité avec la rue de Charonne, laquelle porte le nom de l'ancienne commune de Charonne à laquelle elle conduisait, annexée à Paris en 1859 pour former notamment l'actuel quartier de Charonne, situé à plus de 700 mètres à l'est de la station. Cette dernière a ainsi la particularité de reprendre le toponyme d'un quartier qu'elle ne dessert pas directement.
Dans le cadre du programme « Renouveau du métro » de la RATP, les couloirs d'accès et de sortie de la station ainsi que l'éclairage des quais sont rénovés le 30 juin 2006.
La station porte comme sous-titre Place du 8 février 1962 à la suite de la création le 8 février 2007 de la place précitée en surface, ainsi dénommée en hommage aux neuf victimes dites les « martyrs de Charonne » qui, à l'entrée de ladite station, ont été tuées lors de la répression de la manifestation du 8 février 1962 contre l'Organisation de l'armée secrète (OAS) et la guerre d'Algérie.

### L'affaire de la station de métro Charonne

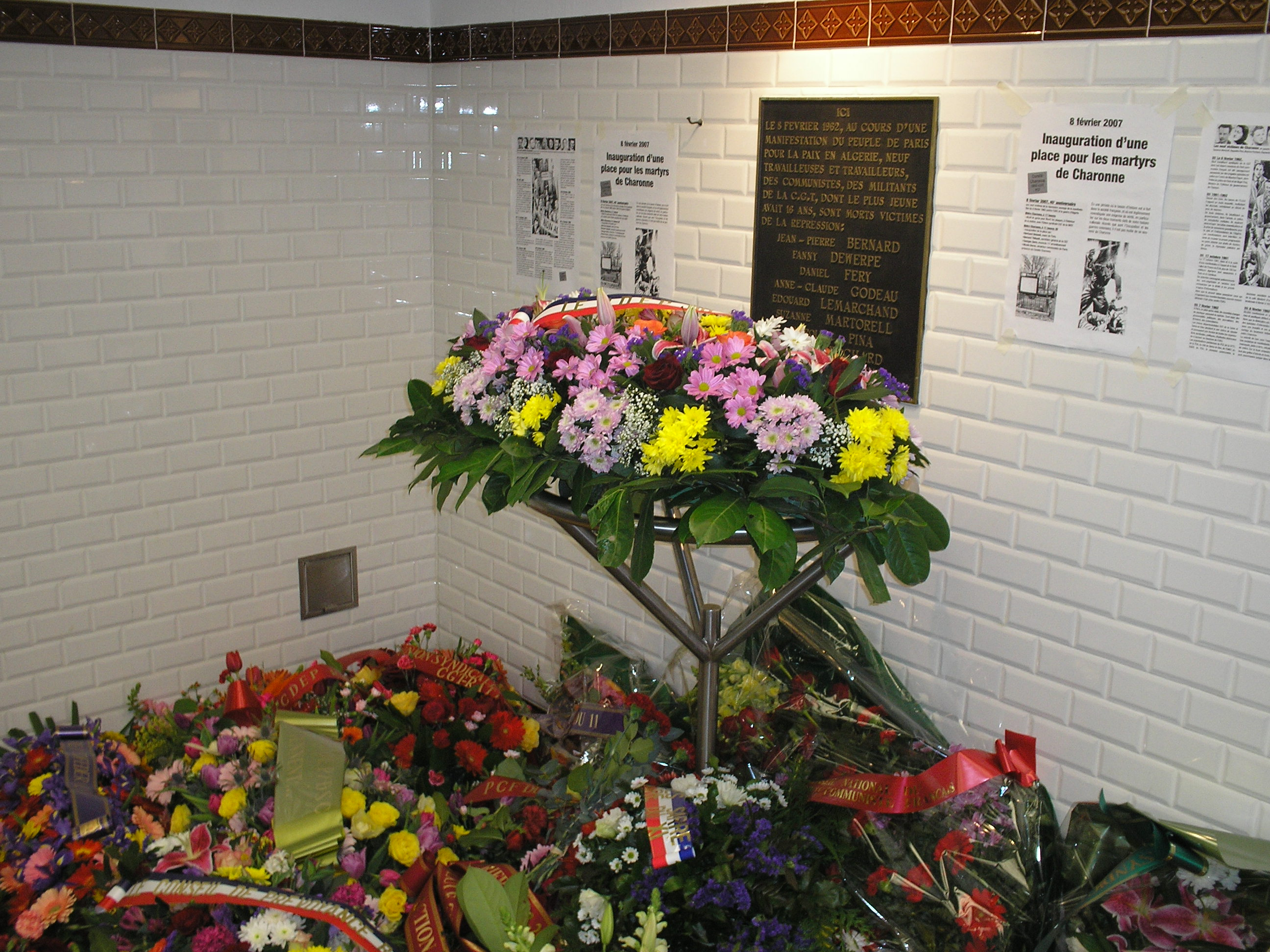
La plaque commémorative du 8 février 1962, régulièrement fleurie.

Le contexte historique est celui de la guerre d'Algérie. Les politiques de l'époque négocient en coulisses sur la nécessité d'accorder à l'Algérie son indépendance. Seule l'Organisation de l'armée secrète (OAS) refuse cette possibilité.
À l'appel de la gauche, une manifestation est organisée le 8 février 1962, afin de dénoncer les agissements jugés violents de l'OAS ainsi que la guerre d'Algérie. Le préfet de police Maurice Papon donne l'ordre de réprimer cette manifestation, à l'instar de celle du 17 octobre 1961. À la suite d'une charge très violente des forces de l'ordre, des manifestants tentent de se réfugier dans la bouche de métro. Huit personnes meurent d'étouffement et sous les coups ainsi qu'une neuvième, à l'hôpital, des suites de ses blessures.
Depuis le 8 février 2007, soit 45 ans jour pour jour après le drame, la station commémore cet événement en sous-titre à la suite de l'inauguration de la place du 8-Février-1962 à la même date par Bertrand Delanoë, maire de Paris, après un dépôt de gerbe par l'Union syndicale CGT de la RATP pour fleurir la plaque commémorative située dans le hall d'accueil de la station.

## Services aux voyageurs

### Accès
La station dispose de quatre accès répartis en six bouches de métro, situées de part et d'autre du Boulevard Voltaire :
- l'accès no 1 « Rue de Charonne » comportant deux trémies, l'une constituée d'un escalier fixe, l'autre disposant d'un escalier mécanique montant permettant uniquement la sortie depuis la tête du quai en direction de Mairie de Montreuil, débouchant respectivement au droit des nos 186 et 184 du boulevard Voltaire ;
- l'accès no 2 « Boulevard Voltaire », constitué de deux escaliers fixes établis dos-à-dos, se trouvant au droit du no 167 du boulevard précité ;
- l'accès no 3 « Rue de Belfort », constitué d'un escalier fixe, se situant face au no 145 du boulevard ;
- l'accès no 4 « Rue Gobert », également constitué d'un escalier fixe, débouchant au droit du no 166 du boulevard.

L'ensemble des trémies sont agrémentées d'une balustrade en fer forgé de type Dervaux et, pour les escaliers fixes aux deux premiers accès, d'un candélabre dans ce même style décoratif datant des années 1930.

Accès à la station
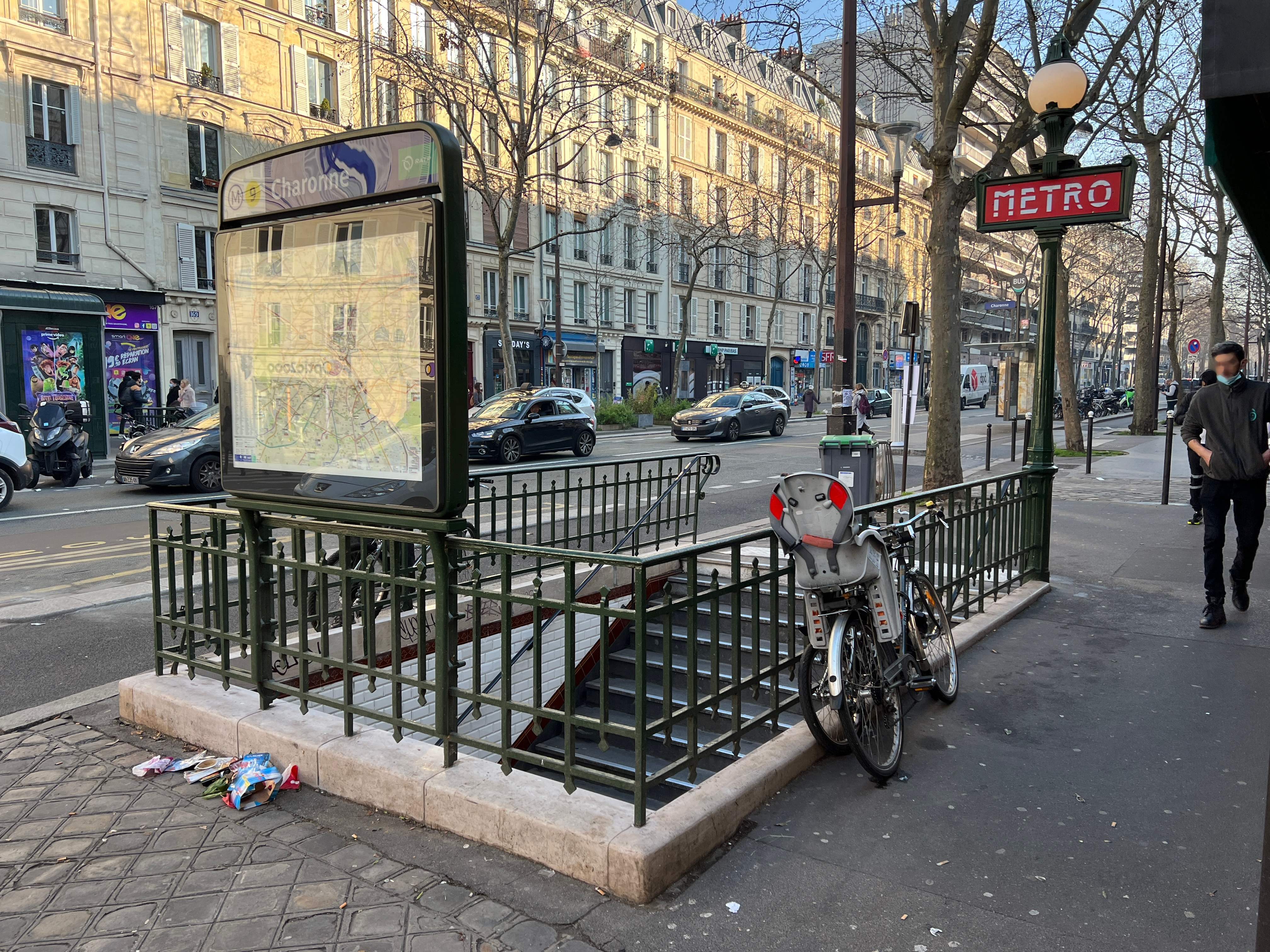
L'accès no 1, « Rue de Charonne ».
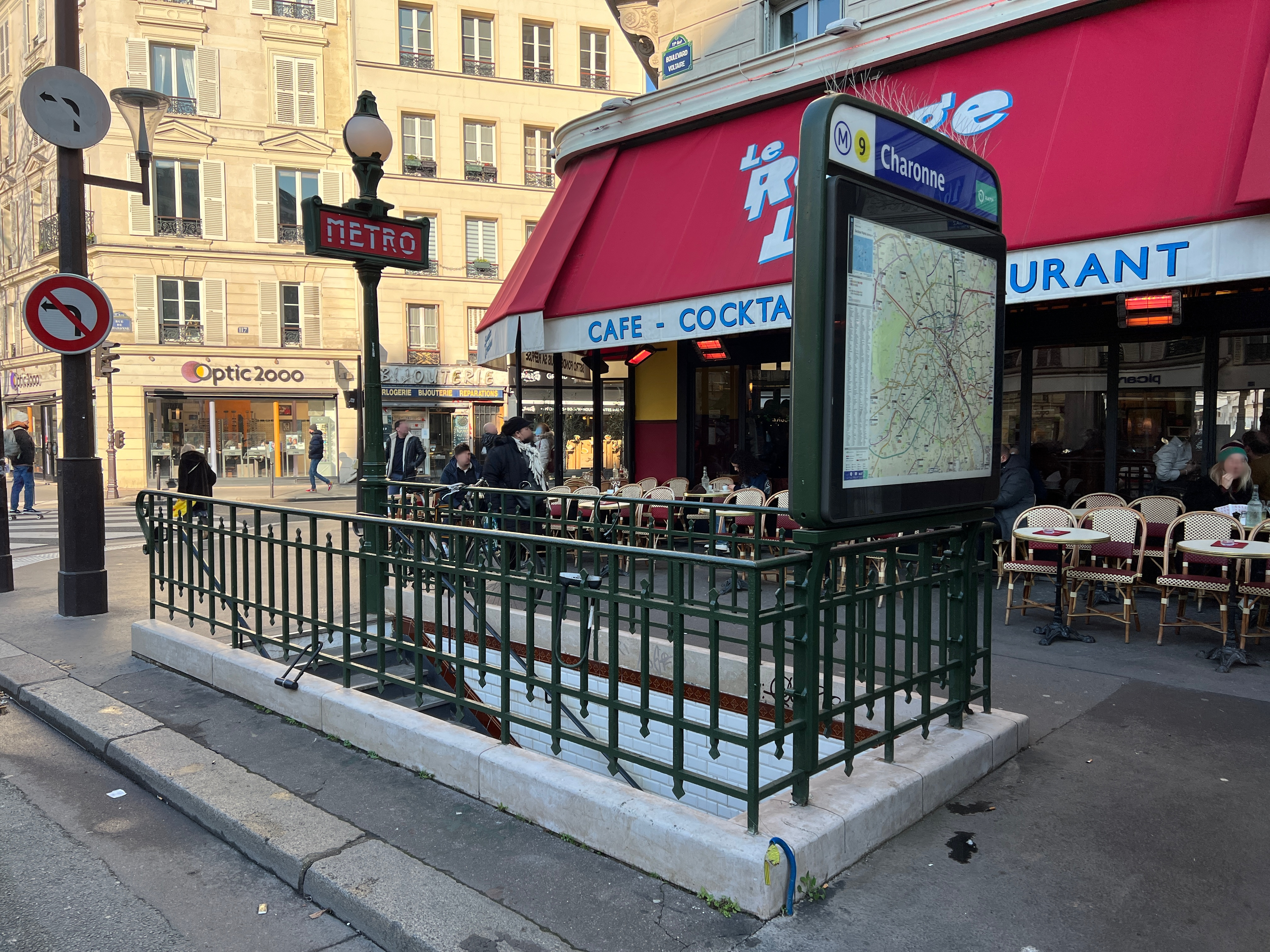
L'accès no 2, « Boulevard Voltaire ».
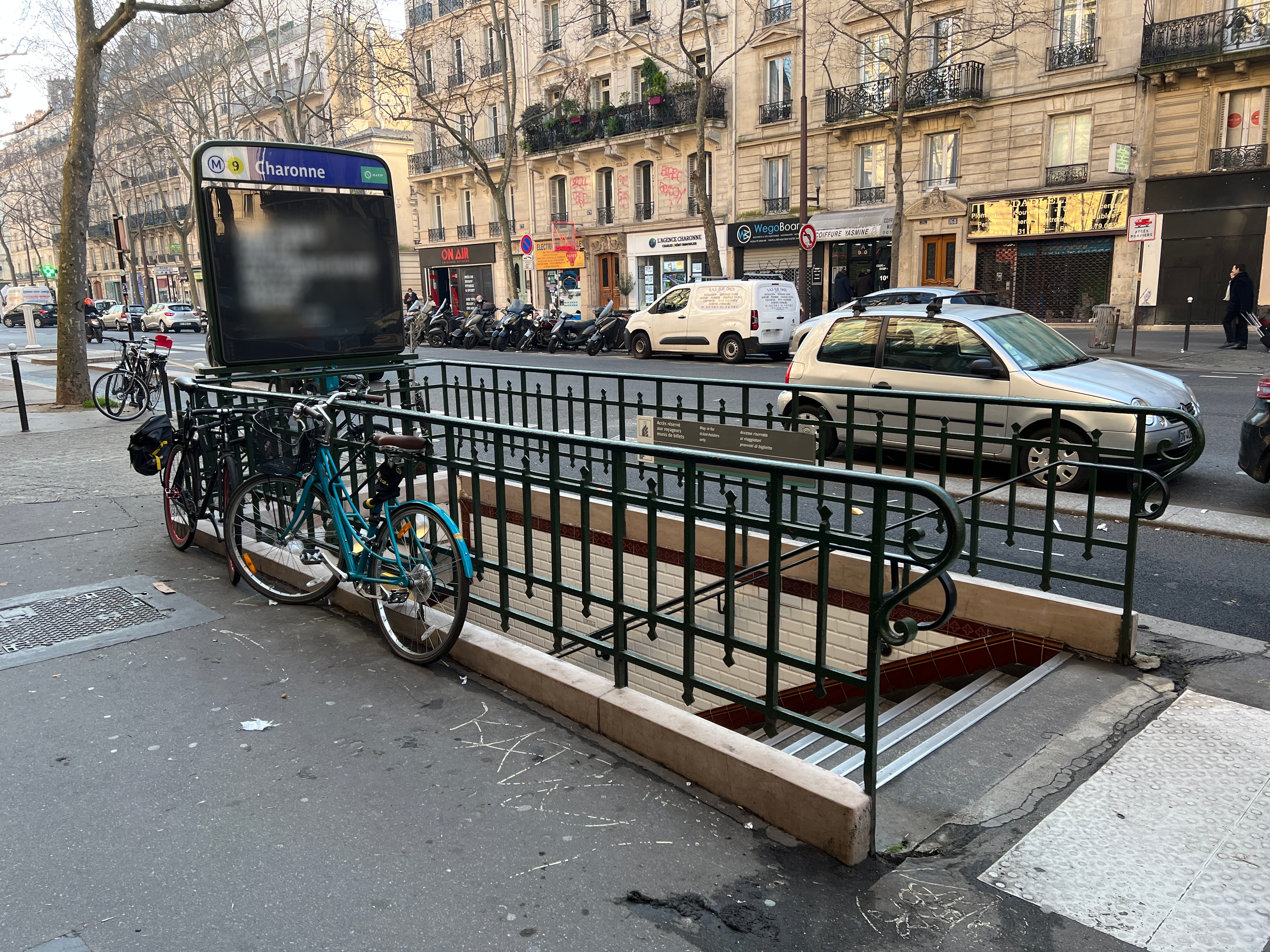
L'accès no 3, « Rue de Belfort ».
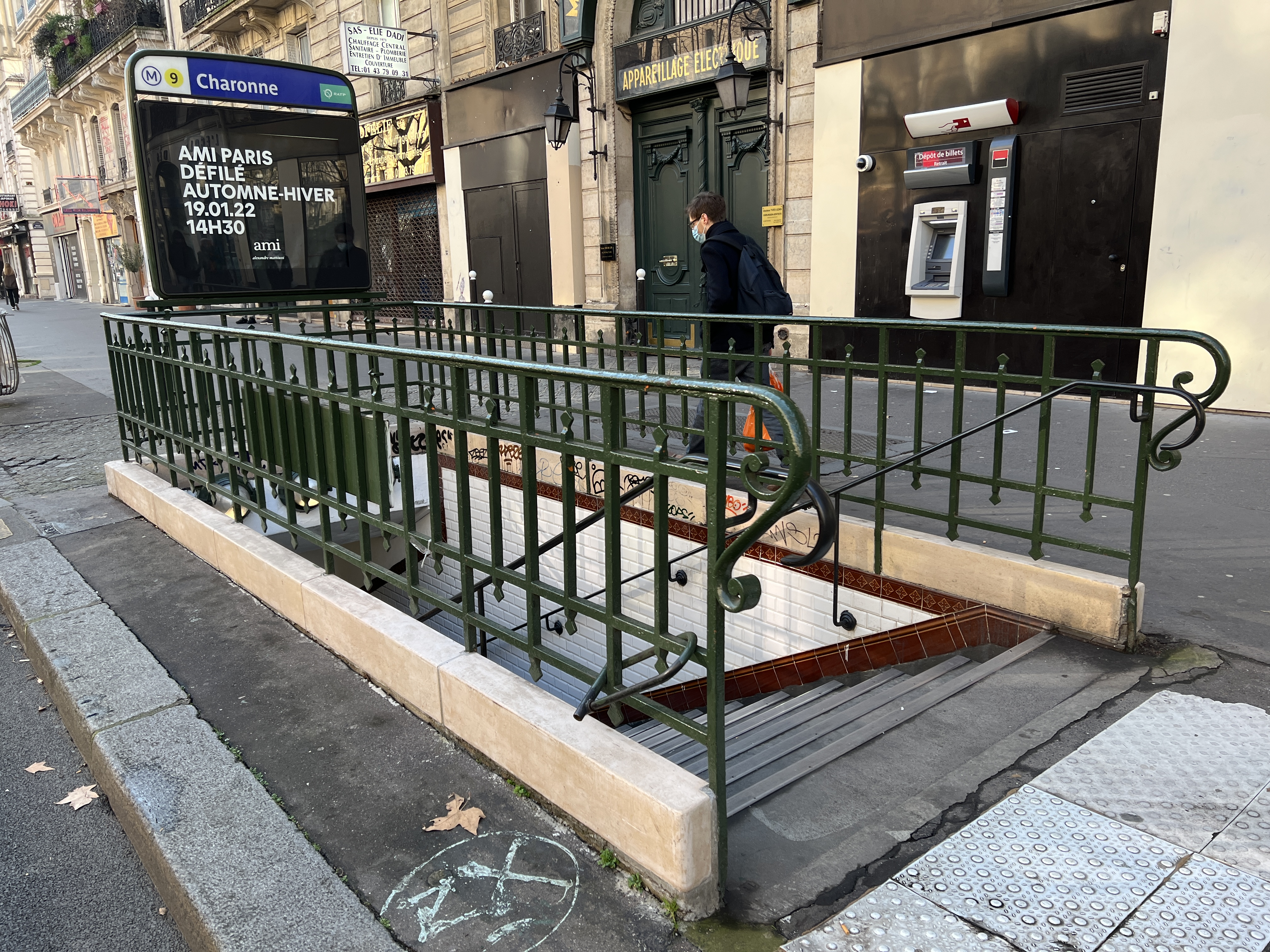
L'accès no 4, « Rue Gobert ».

### Quais
Charonne est une station de configuration standard pour le métro de Paris : elle possède deux quais, d'une longueur de 105 mètres, séparés par les voies du métro situées au centre et la voûte est elliptique. La décoration est du style utilisé pour la majorité des stations du métro : les bandeaux d'éclairage sont blancs et arrondis dans le style « Gaudin » du renouveau du métro des années 2000, et les carreaux en céramique blancs biseautés recouvrent les pieds-droits, la voûte ainsi que les tympans. Les cadres publicitaires sont en faïence de couleur miel à motifs végétaux et le nom de la station est également incorporé dans la céramique murale, selon le style décoratif d'entre-deux-guerres de la CMP d'origine, tandis que son sous-titre figure en police de caractères Parisine sur des plaques émaillées aux dimensions réduites. Les sièges de style « Motte » sont de couleur jaune.

Quais de la station
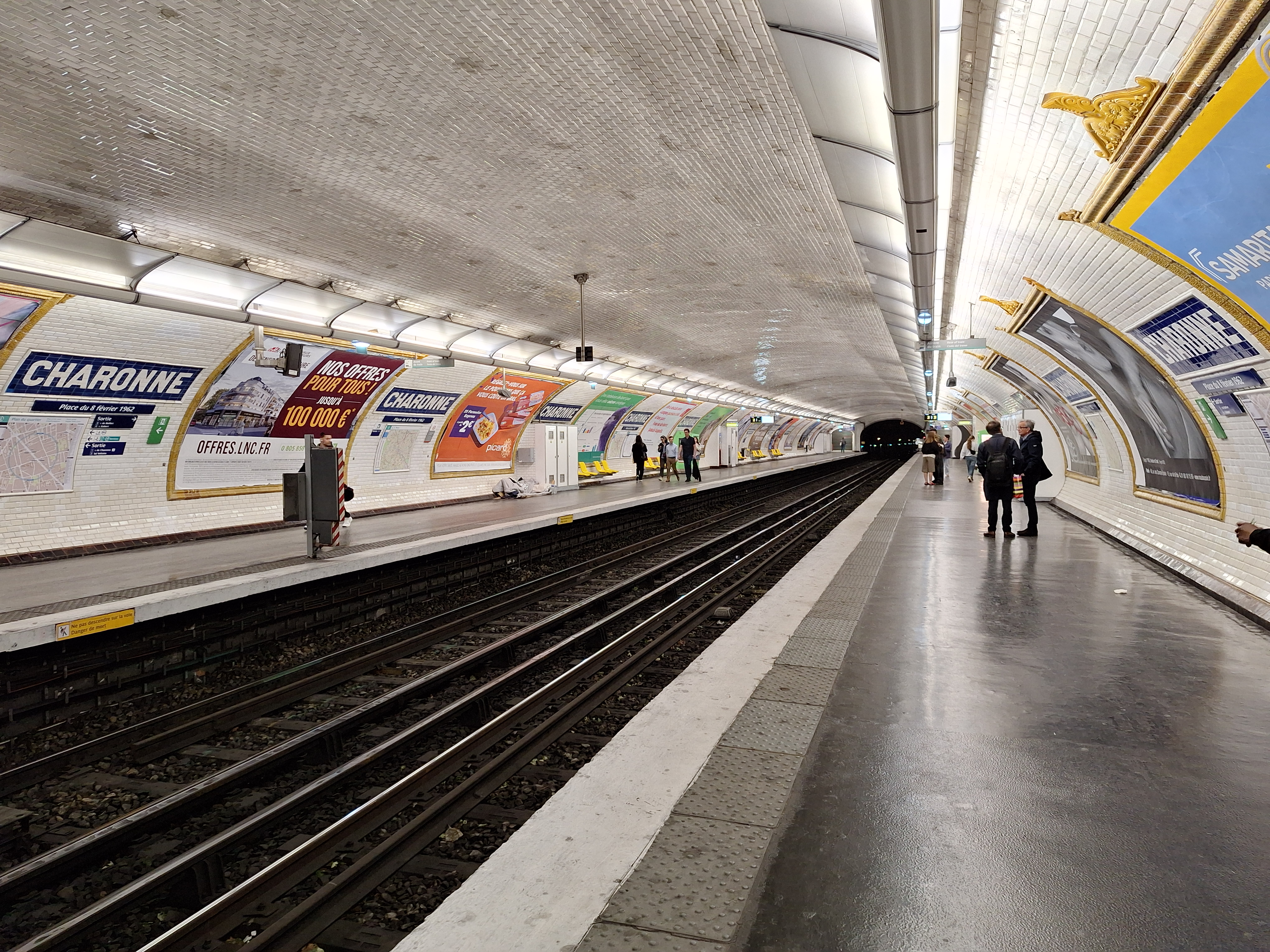
Les quais vus en direction de Pont de Sèvres.
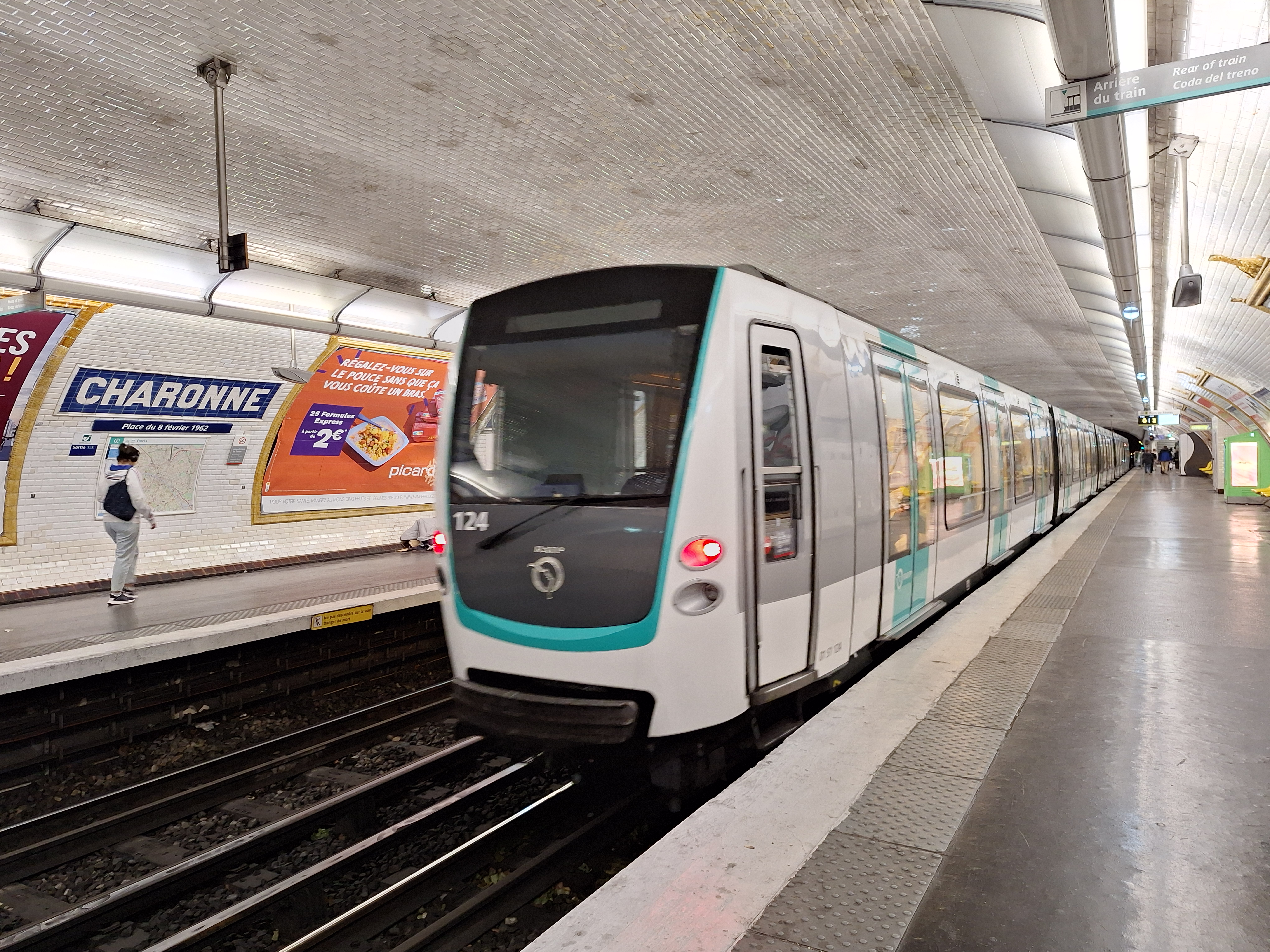
Départ d'une rame MF 01 en direction de Pont de Sèvres.
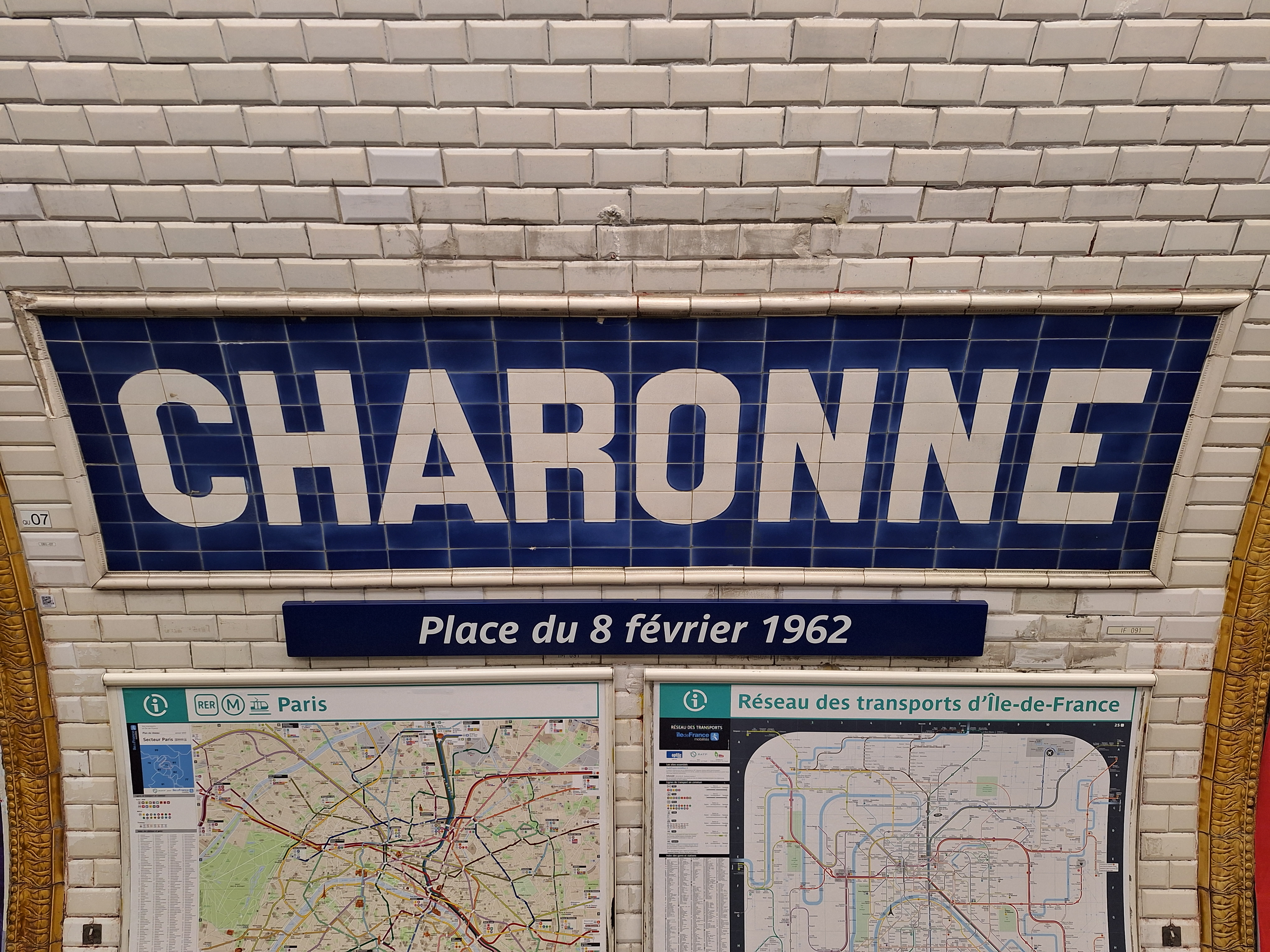
Faïence murale incorporant le nom de la station.

### Intermodalité
La station est desservie par les lignes 56 et 76 du réseau de bus RATP.

## Fréquentation
Nombre de voyageurs entrés à cette  station :
| Année                      | 2013      | 2014      | 2015      | 2016      | 2017      | 2018      | 2019      | 2020      | 2021      |
| -------------------------- | --------- | --------- | --------- | --------- | --------- | --------- | --------- | --------- | --------- |
| Nombre de voyageurs par an | 4 047 046 | 3 980 318 | 3 979 528 | 4 020 524 | 4 051 696 | 4 174 673 | 3 652 338 | 1 815 517 | 2 705 320 |
| Rang                       | 120e      | 121e      | 121e      | 121e      | 119e      | 122e      | 134e      | 134e      | 127e      |
| Nombre de stations         | 302       | 302       | 302       | 302       | 302       | 302       | 302       | 304       | 304       |

## À proximité
- Square Edmée-Chandon
- Jardin Pierre-Joseph-Redouté
- Palais de la Femme
- Jardin de la Folie-Titon
- Église luthérienne de Bon-Secours
- Square Raoul-Nordling
- Square Louis-Majorelle
- Square Jean-Allemane
- Gymnase Japy
- Square Colbert
- Jardin Émile-Gallé